# Cars Toons
Cars Toons è una serie animata statunitense prodotta dal 2008 al 2014.
Gli episodi di questa serie ampliano e approfondiscono i personaggi e il mondo immaginario introdotti nel film Cars - Motori ruggenti, ruotando in particolare attorno al personaggio di Carl Attrezzi, soprannominato "Cricchetto", protagonista della serie, che viene affiancato da Saetta McQueen e da Mia e Tia. Realizzata da Pixar Animation Studios e The Walt Disney Company, la serie è costituita da episodi di breve durata, animati in CGI; sono diretti da John Lasseter, co-diretti da Victor Navone e Rob Gibbs, e prodotti da Kori Rae.

## Trama
(Slogan d'apertura di Cricchetto, prima di ogni episodio)
Durante il tempo libero passato a Radiator Springs, Carl Attrezzi "Cricchetto" prende spunto dagli accadimenti più semplici della quotidianità per raccontare all'amico Saetta McQueen alcune turbolente avventure passate di cui, a suo dire, si sarebbe reso protagonista. Le vicende lo vedono impegnato nei ruoli più disparati, al limite dell'inverosimile: dal pompiere al torero, dallo stuntman all'investigatore privato, dal campione di drifting all'astronauta, fino all'acrobata del cielo. Le gemelle Mia e Tia sono sempre presenti nei racconti di Cricchetto, dove ogni volta rimangono ammaliate e affascinate dalle imprese compiute dal carro attrezzi.
A metà delle storie, Saetta interrompe l'amico mettendo in dubbio i suoi ricordi e la verosimiglianza delle vicende; Cricchetto risponde allora sicuro: «ma come, non ti ricordi? C'eri anche tu!», inserendo quindi Saetta all'interno dei suoi racconti, come suo compagno di scorribande. Le storie raccontate finiscono per concludersi tutte allo stesso modo, con Cricchetto che riesce a portare a termine con successo ogni tipo di situazione, ottenendo fama e successo.
Una volta arrivati al termine dei racconti, Saetta rimane ogni volta piuttosto scettico sul reale accadimento di questi eventi, ma a questo punto si palesa sempre qualche "imprevisto" che, incredibilmente, finisce per confermare la bontà e la veridicità delle parole di Cricchetto.

## Episodi
| Stagione         | Episodi | Prima visione originale | Prima visione in italiano |
| ---------------- | ------- | ----------------------- | ------------------------- |
| Prima stagione   | 3       | 2008                    | 2008                      |
| Seconda stagione | 6       | 2009-2010               | 2009-2010                 |
| Terza stagione   | 2       | 2011-2012               | 2011-2012                 |
| Quarta stagione  | 4       | 2013-2014               | 2015                      |

## Doppiatori
| Personaggio                      | Doppiatore originale                 | Doppiatore italiano   |
| -------------------------------- | ------------------------------------ | --------------------- |
| Cricchetto                       | Larry the Cable Guy                  | Marco Messeri         |
| Saetta McQueen                   | Keith Ferguson                       | Massimiliano Manfredi |
| Mia                              | Lindsey Collins                      | Letizia Scifoni       |
| Tia                              | Elissa Knight                        | Francesca Manicone    |
| Sally Carrera                    | Bonnie Hunt                          | Sabrina Ferilli       |
| Luigi                            | Tony Shalhoub                        | Marco Della Noce      |
| Guido                            | Guido Quaroni                        | Alex Zanardi          |
| Chick Hicks                      | Michael Keaton                       | Pino Insegno          |
| Doc Hudson                       | Paul Newman                          | Cesare Barbetti       |
| Ramone                           | Cheech Marin                         | Eugenio Marinelli     |
| Flo                              | Jenifer Lewis                        | Barbara Castracane    |
| Sceriffo                         | Michael Wallis                       | Vittorio Di Prima     |
| Sergente                         | Paul Dooley                          | Rodolfo Bianchi       |
| Fillmore                         | George Carlin                        | Ennio Coltorti        |
| Lizzie                           | Katherine Helmond                    | Francesca Palopoli    |
| Mack                             | John Ratzenberger                    | Renato Cecchetto      |
| Red                              | Joe Ranft                            | Luis Daniel Ramirez   |
| Strip Weathers                   | Richard Petty                        | Michele Kalamera      |
| Harv                             | Jeremy Piven Jeremy Clarkson (v. UK) | Marco Mete            |
| Bob Cutlass                      | Bob Costas                           | Gianfranco Mazzoni    |
| Darrell Cartrip                  | Darrell Waltrip                      | Ivan Capelli          |
| Van                              | Richard Kind                         | Antonio Sanna         |
| Minny                            | Edie McClurg                         | Paola Valentini       |
| Tex                              | H.A. Wheeler                         | Giorgio Locuratolo    |
| Clink                            | Tom Magliozzi                        | Ambrogio Colombo      |
| Clunk                            | Ray Magliozzi                        | Daniele Formica       |
| Boost                            | Jonas Rivera                         | Giancarlo Fisichella  |
| Wingo                            | Adrian Ochoa                         | Emanuele Pirro        |
| DJ                               | E.J. Holowicki                       | Jarno Trulli          |
| Sig. Ra The King                 | Lynda Petty                          | Daniela Di Giusto     |
| Fred                             | Andrew Stanton                       | Marco De Risi         |
| Junior                           | Dale Earnhardt Jr.                   | Giuliano Bonetto      |
| Jay Limo                         | Jay Leno                             | Simone Colombari      |
| Mario Andretti                   | Mario Andretti                       | Luciano Turi          |
| Kori Turbowitz                   | Sarah Clarke                         | Clorinda Venturiello  |
| Non mi chiamo Ciccio (Not Chuck) | Mike Nelson                          | Gaetano Lizzio        |
| Peterbilt (Boost)                | Jonas Rivera                         | Goffredo Matassi      |
| Snot Rod                         | Lou Romano                           | Fabrizio Picconi      |
| Arnold Schwartzenhummer          |                                      | Alessandro Rossi      |
| Michael Schumacher Ferrari       | Michael Schumacher                   | Michael Schumacher    |
| Auto Woody                       | Tom Hanks                            | Fabrizio Frizzi       |
| Auto Buzz                        | Tim Allen                            | Massimo Dapporto      |
| Auto Mike                        | Billy Crystal                        | Tonino Accolla        |
| Camion Sully                     | John Goodman                         | Adalberto Maria Merli |
| Auto Flick                       | Dave Foley                           | Massimiliano Manfredi |
| Speaker TV4                      |                                      | Giovanni Di Pillo     |
| Reporter Giapponese              | Hikari Yono                          | (originale)           |

## Distribuzione
La serie è destinata principalmente alla trasmissione televisiva e alla diffusione su Internet, e in alcuni casi alla distribuzione cinematografica. Gli episodi della prima stagione sono stati trasmessi dal canale televisivo statunitense Toon Disney dall'ottobre 2008, e successivamente resi disponibili sul sito web ufficiale della Disney. Il primo episodio della seconda stagione è stato pubblicato direttamente in rete, mentre l'episodio successivo è stato distribuito nelle sale cinematografiche americane dal 12 dicembre 2008, abbinato al film d'animazione Bolt - Un eroe a quattro zampe.